# Mellicta fuscissima
Mellicta fuscissima är en fjärilsart som beskrevs av Ruggero Verity 1950. Mellicta fuscissima ingår i släktet Mellicta och familjen praktfjärilar. Inga underarter finns listade i Catalogue of Life.